# St. Salvator (Nördlingen)

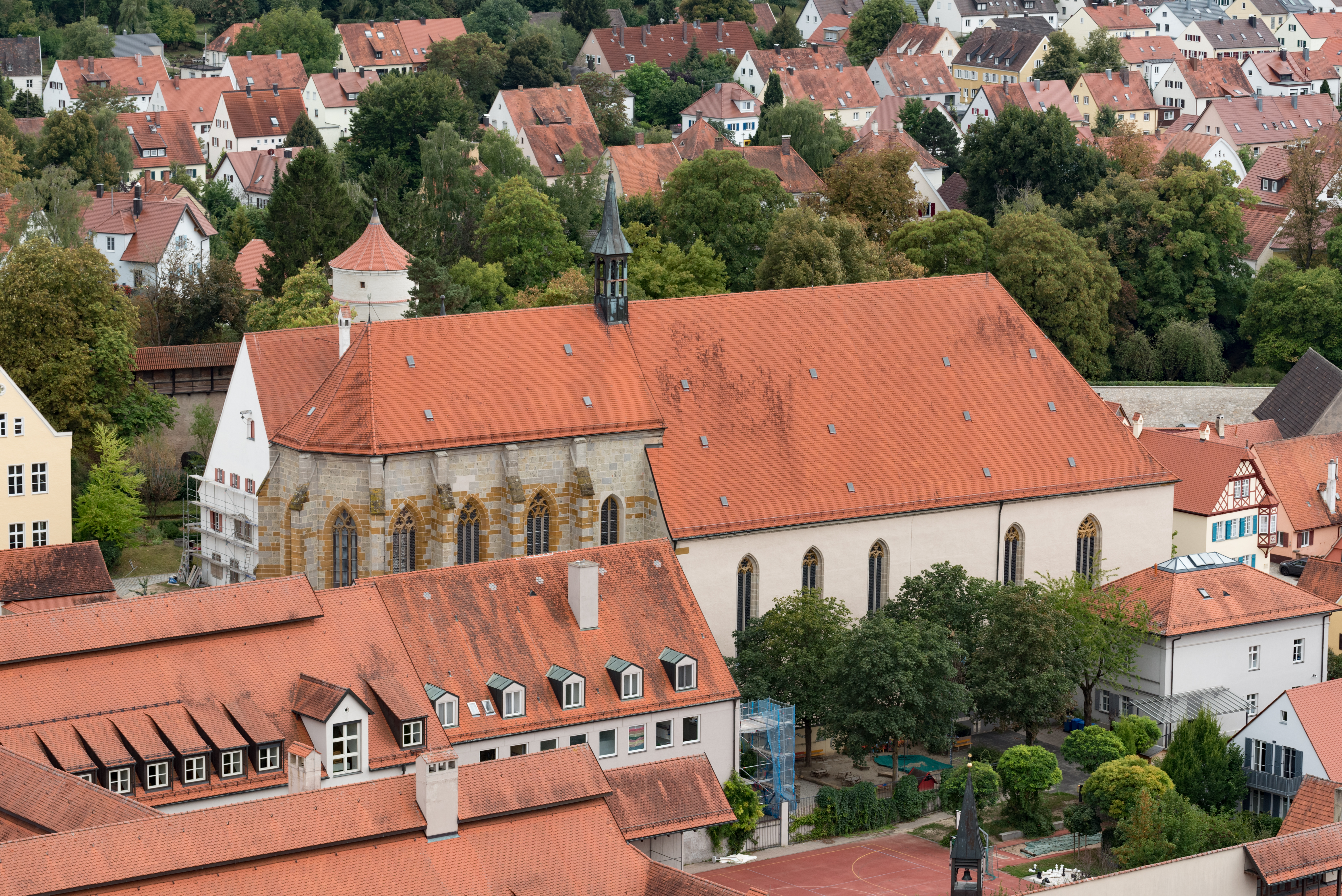
St. Salvator vom Kirchturm der St. Georgskirche (Daniel)

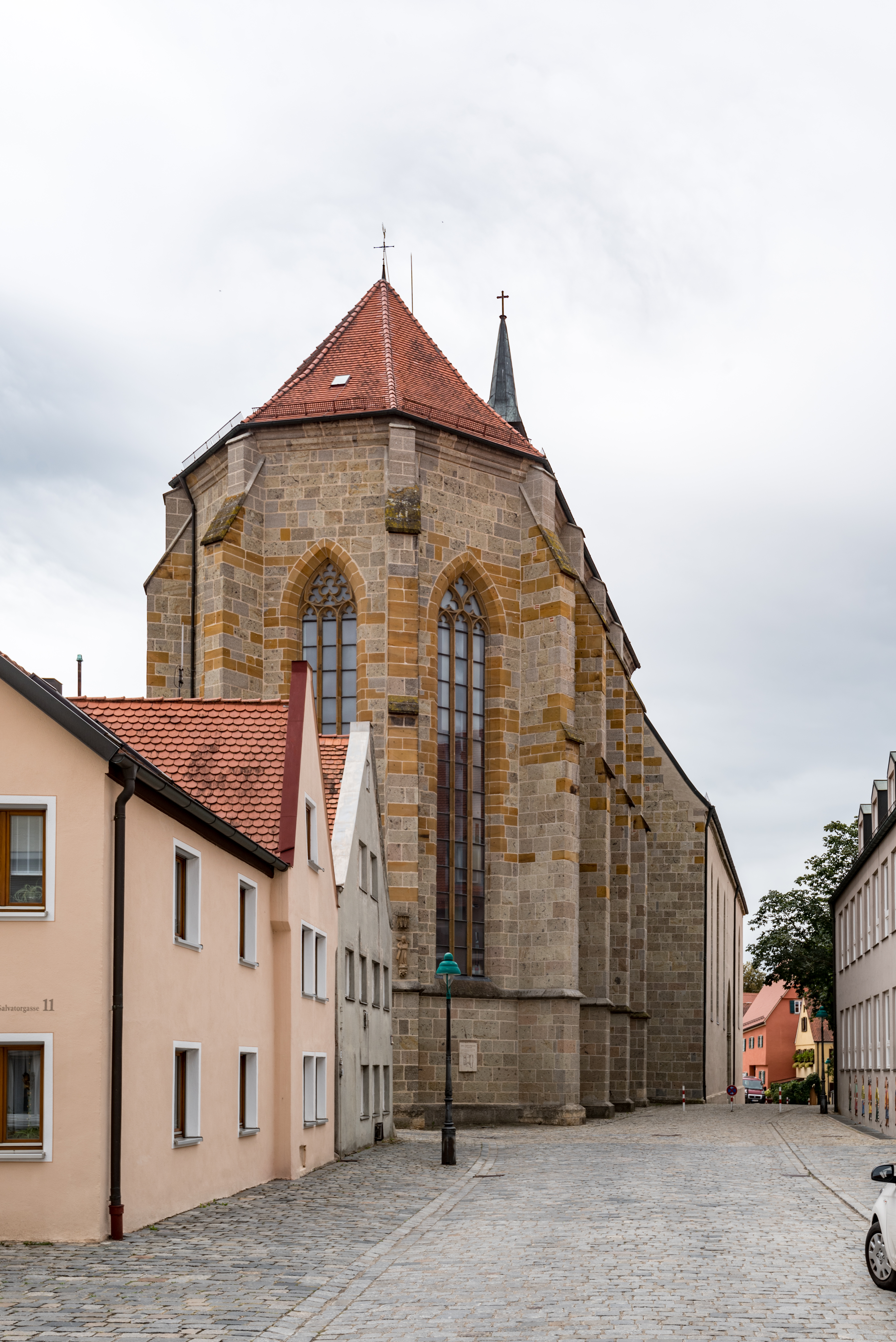
Ansicht von Osten

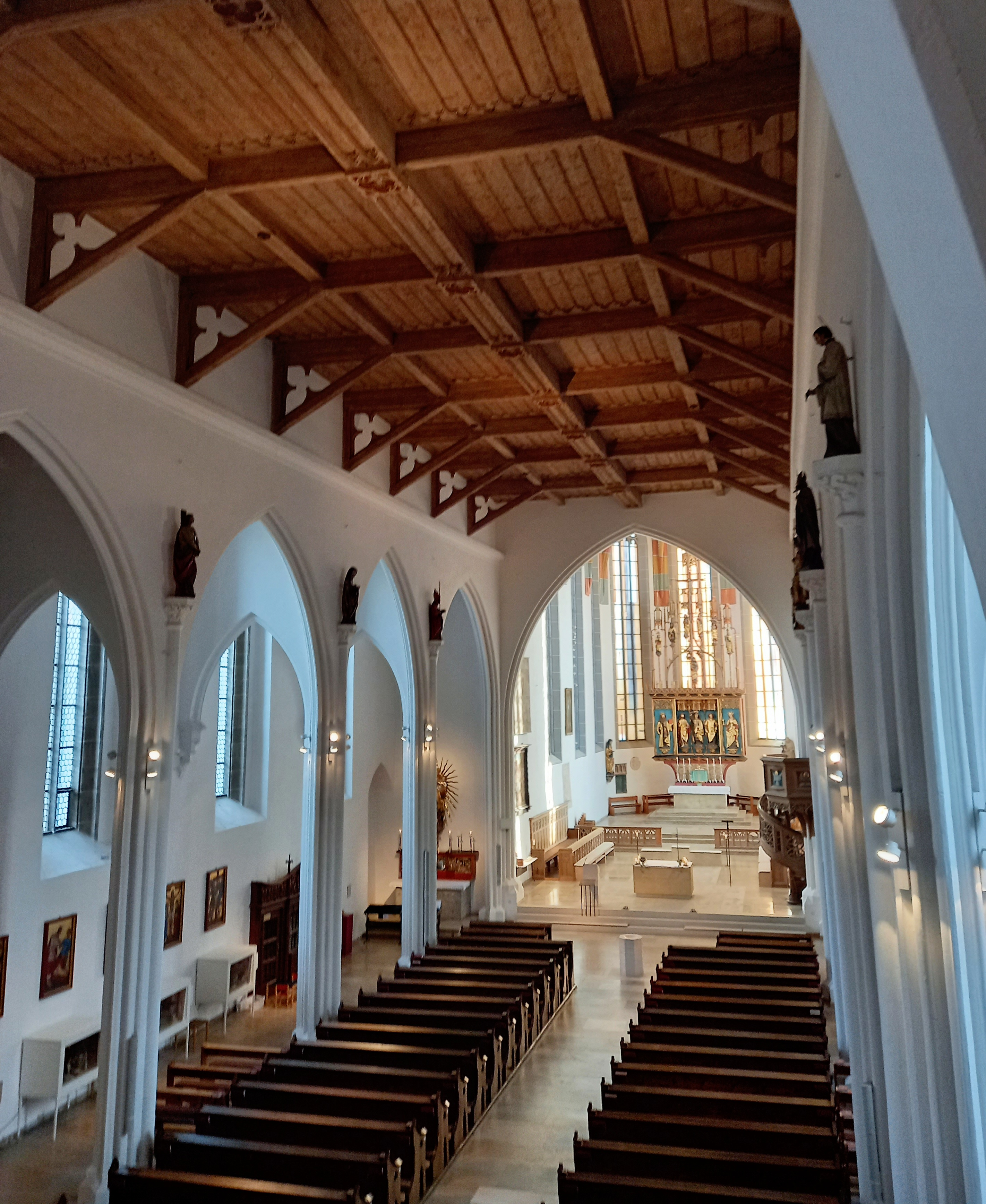
Innenraum

St. Salvator ist eine katholische Pfarrkirche in Nördlingen (Schwaben).

## Geschichte
Die Kirche wurde am südwestlichen Rand der Innenstadt errichtet. Anlass für den Bau war das „Hostienwunder“ im Jahr 1381, bei dem nach einem Deckeneinsturz im Hause eines Sterbenskranken ein Stück einer geweihten Hostie unauffindbar blieb. Man verbrannte die Trümmer, und aus der Asche soll die vermisste Hostie unversehrt wieder aufgefunden worden sein. Die Daraufhin einsetzenden Pilgerströme gaben Anlass zur Errichtung eines Klosters der Karmeliten zur Versorgung der Wallfahrt. Die neue Klosterkirche wurde im Jahr 1422 geweiht. Das ehemalige Herrgottskloster dient seit 1825 als katholische Pfarrkirche.
Seit 2001 wurde die Kirche generalsaniert. Der Abschluss der Arbeiten erfolgte 2012; die Gesamtkosten wurden mit 2,43 Millionen € veranschlagt. Drei der zu erneuernden neun Chorfenster wurden für eine künstlerische Gestaltung bei Professor Johannes Schreiter in Auftrag gegeben; die Kosten wurden durch eine Spendenaktion aufgebracht. Diese Fenster wurden am 10. Dezember 2006 eingeweiht.

## Ausstattung

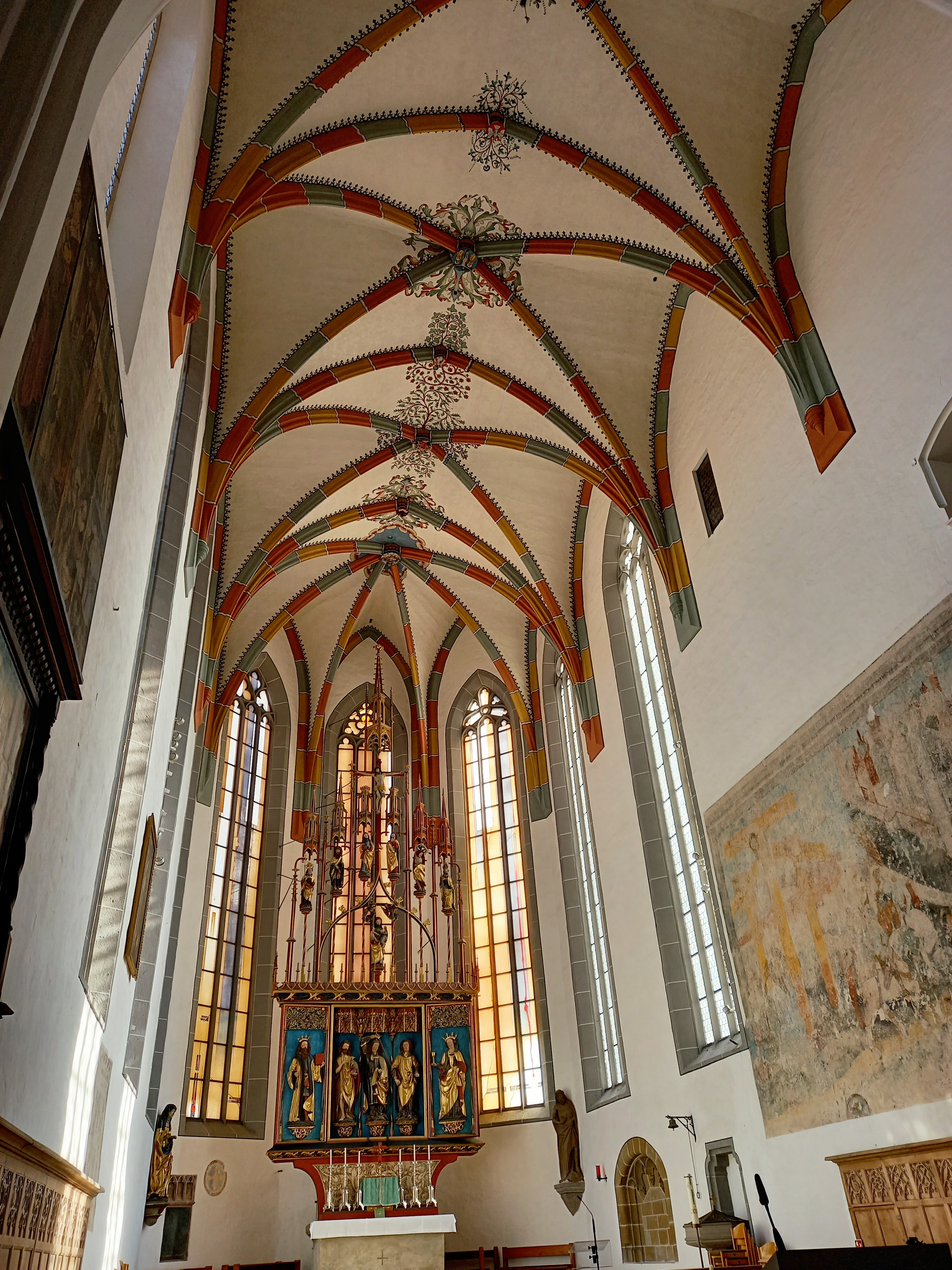
Chorraum mit Hochaltar aus der Michaelskirche in Fürth, dahinter die Schreiter-Fenster

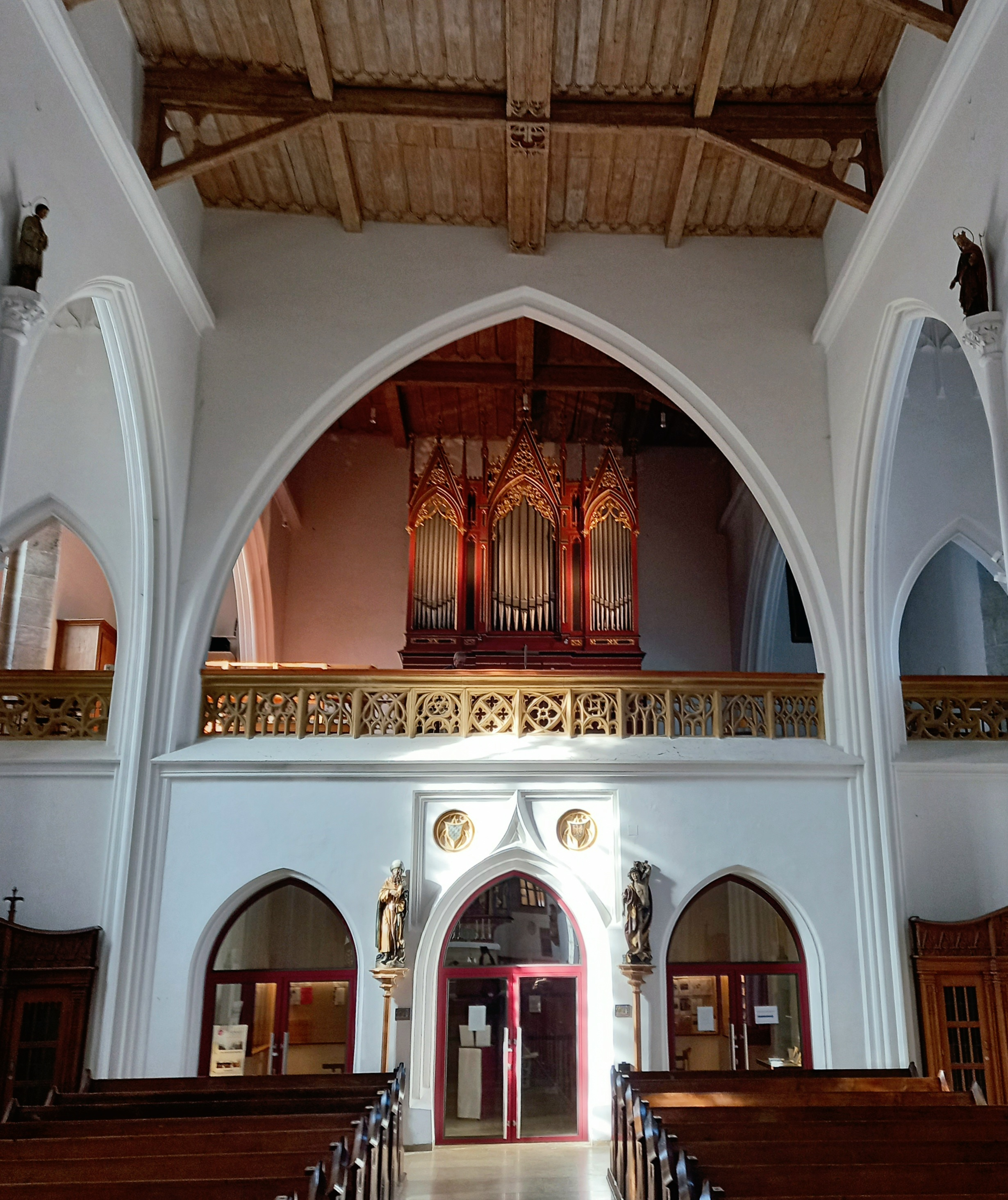
Sieber-Orgel

### Hochaltar
Der gotische Flügelaltar im Chorraum wurde in den Jahren 1505 bis 1507 für die Kirche St. Michael in Fürth gefertigt. 1815 wurde er an einen Kunsthändler verkauft und 1827 für die Salvatorkirche erworben, als Ersatz für den Hochaltar von Sebastian Taig aus dem Jahre 1518, der im Zuge der Napoleonischen Kriege weitgehend zerstört worden war. Der Altar wurde restauriert und teilweise neu konzipiert und vergrößert, wobei auch Figuren des Vorgängeraltares eingebaut wurden. Der Altarschrein hat vier bewegliche, jeweils doppelseitig bemalte Flügel, und zwei feststehende Flügel. Sind die Innenflügel geschlossen, zeigt sich mittig eine Darstellung der Heiligsten Dreifaltigkeit, die auf Wolken thront und (im Hintergrund) von lobpreisenden Engelscharen umgeben wird. Die Malereien sind wohl Ende des 15. Jahrhunderts entstanden und stammen wohl aus dem Umfeld der Nürnberger Malerfamilie Traut.

### Seitenaltäre
Die beiden Seitenaltäre, der Marienaltar und der Josefsaltar, wurden 1955 von Joseph Steinacker aus Wemding geschaffen als Ersatz für die beiden neugotischen Seitenaltäre, die im Zuge einer umfassenden Neugestaltung der Kirche in den Jahren 1879 und 1884 entfernt wurden. Die Marienstatue des Marienaltars wurde 1954 im Kunsthandel erworben. Wann die Figur geschaffen wurde, ist unklar. Einige Quellen weisen auf das Jahr 1650 hin, andere auf das Jahr 1520.

### Glocken
Im Dachreiter von St. Salvator hängen zwei Glocken. Die kleinere von ihnen (Nr. 2) wurde zwar 1941 zu Kriegszwecken abgenommen, konnte jedoch unversehrt wieder zurückgeführt werden.
| Nr. | Gussjahr | Gießer                    | Durchmesser (mm) | Masse (kg) | Inschrift                                                                                  |
| --- | -------- | ------------------------- | ---------------- | ---------- | ------------------------------------------------------------------------------------------ |
| 1   | 1670     | Iobst Roth, Königsbrunn   | 800              | ca. 340 kg | DVRCHS FEVER BIN ICH GEFLOSEN MAISTER IOBST ROTH IN KÖNIGSBRON HAT MICH GEGOSSEN ANNO 1670 |
| 2   | 1935     | Heinrich Kurtz, Stuttgart |                  |            |                                                                                            |

### Orgel
Die Orgel von St. Salvator wurde 1889 als Opus 29 von der Orgelbauwerkstatt Gebrüder Sieber (Holzkirchen im Ries) erbaut. Das Instrument hat 28 Register auf zwei Manualen und Pedal. Die Spiel- und Registertrakturen sind mechanisch; die Windladen von 1889 als Kegelladen ausgeführt. Ende 2012 wurde das historische Instrument durch die Firma Kubak um sechs Register auf einer elektrischen Zusatzlade erweitert. Die aktuelle Disposition ist wie folgt:
| I. Manual C–f3 |                |       |
| 1.             | Bourdon        | 16′   |
| 2.             | Principal      | 8′    |
| 3.             | Flöte          | 8′    |
| 4.             | Gedeckt        | 8′    |
| 5.             | Viola di Gamba | 8′    |
| 6.             | Salicional     | 8′    |
| 7.             | Octav          | 4′    |
| 8.             | Gemshorn       | 4′    |
| 9.             | Octav          | 2′    |
| 10.            | Mixtur IV      | 2 ⁄3′ |
| 11.            | Trompete       | 8′    |

| II. Manual C–f3 |                  |        |   |
| 12.             | Geigenprincipal  | 8′     |   |
| 13.             | Lieblich Gedeckt | 8′     |   |
| 14.             | Dolce            | 8′     |   |
| 15.             | Aeoline          | 8′     |   |
| 16.             | Vox coelestis    | 8′     | K |
| 17.             | Fugara           | 4′     |   |
| 18.             | Traversflöte     | 4′     | K |
| 19.             | Nasard           | 2 ⁄3′  | K |
| 20.             | Flautino         | 2′     | K |
| 21.             | Terz             | 1 3⁄5′ | K |
| 22.             | Harmonietrompete | 8′     | K |
| 23.             | Clarinett        | 8′     |   |

| Pedal C–d1 |           |     |
| 24.        | Violonbaß | 16′ |
| 25.        | Subbaß    | 16′ |
| 26.        | Octavbaß  | 8′  |
| 27.        | Cello     | 8′  |
| 28.        | Posaune   | 16′ |

Koppeln: II/I, I/P, II/P
Spielhilfen: Piano, Mezzoforte, Forte, Auslösung der Collectiv-Tritte (Piano, Mezzoforte, Forte), Retrograd, Calcant
Anmerkung:
K = Neues Register von Kubak (2012) auf elektrischer Zusatzlade (Schleiflade)